# Mark Landin
Mark Landin là một đô thị ở huyện Uckermark, bang Brandenburg, Đức. Đô thị này có diện tích 44,27 km², dân số thời điểm 31 tháng 12 năm 2006 là 1147 người.

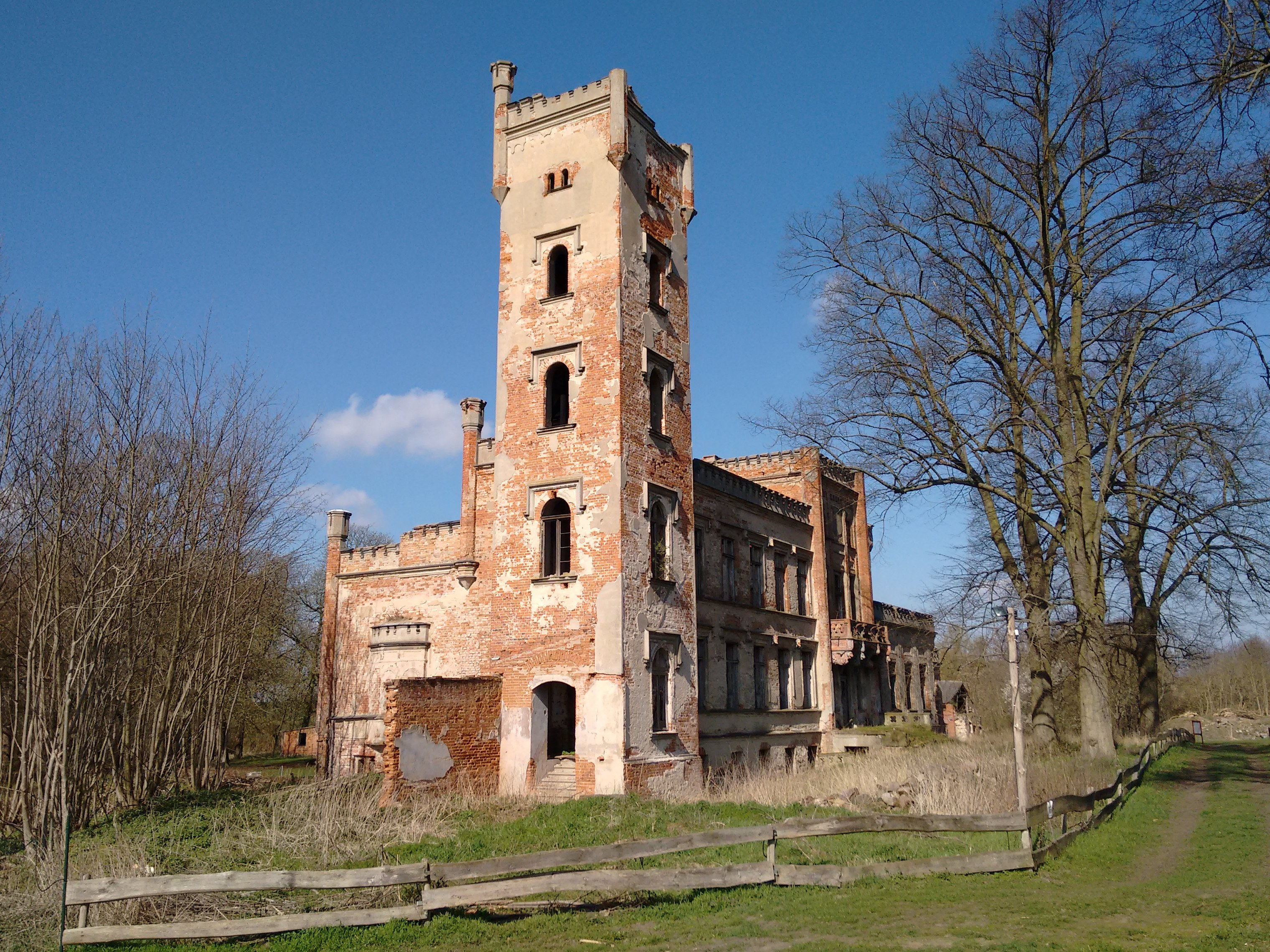
Castle Hohenlandin